# Erhalt uns, Herr, bei deinem Wort, BWV 126

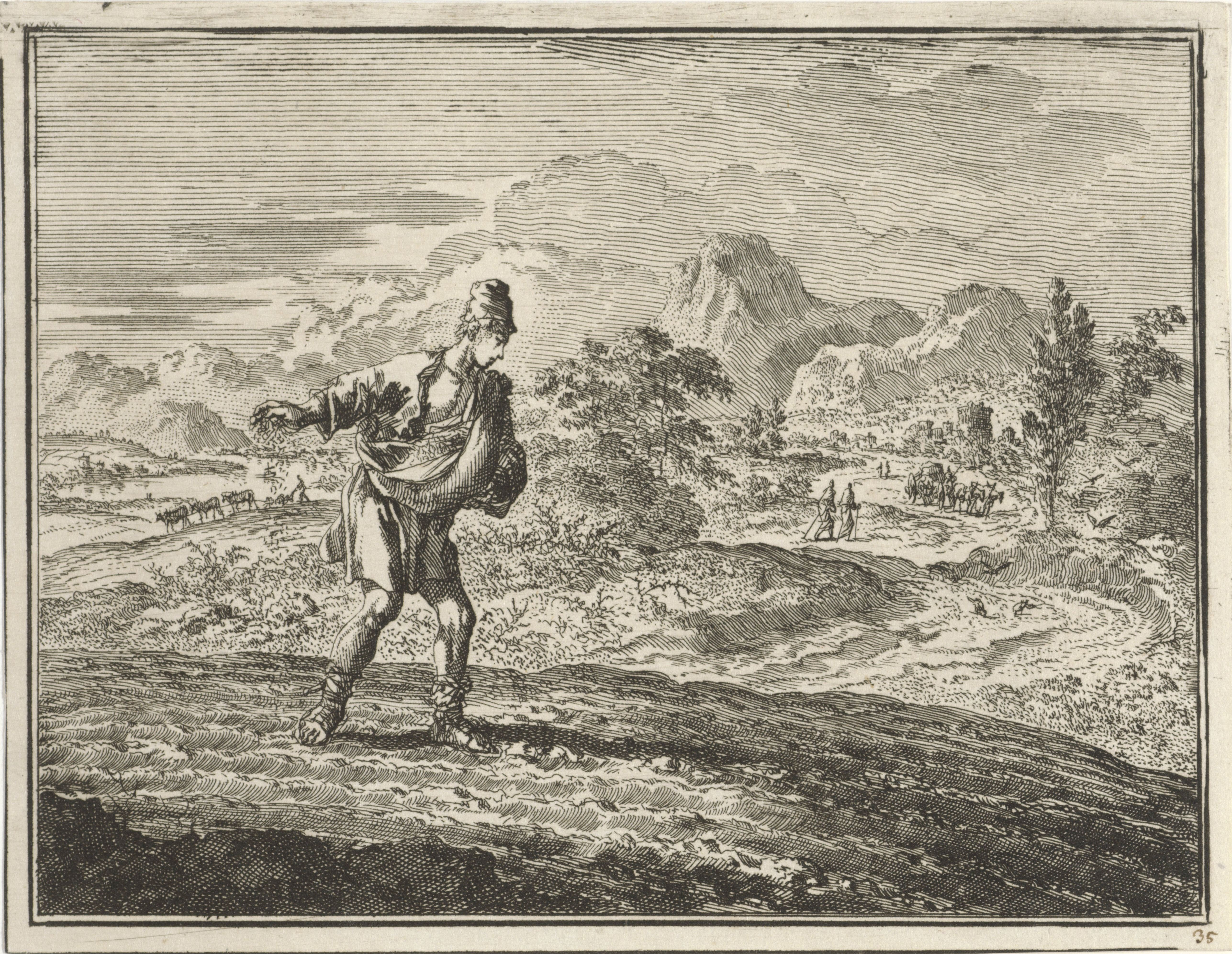
Gleichnis vom Sämann, Radierung von Jan Luyken

Erhalt uns, Herr, bei deinem Wort (BWV 126) ist eine Kirchen-Kantate von Johann Sebastian Bach. Er komponierte die Choralkantate in Leipzig für den Sonntag Sexagesimae und führte sie erstmals am 4. Februar 1725 auf.

## Geschichte und Worte
Bach schrieb die Kantate in seinem zweiten Jahr in Leipzig in seinem Jahrgang von Choralkantaten für den Sonntag Sexagesimae, den zweiten Sonntag vor der Passionszeit, und führte sie am 4. Februar 1725 erstmals auf. Die vorgeschriebenen Lesungen waren 2 Kor 11,19  – 2 Kor 12,9  und Lk 8,4–15 , das Gleichnis vom Sämann. Grundlage für den Kantatentext ist Martin Luthers Choral Erhalt uns, Herr, bei deinem Wort in einer Zusammenstellung mit anderen Versen, wie sie zu Bachs Zeit in Gesangbüchern als Einheit erschienen. Den Anfang bildeten drei Strophen des Lutherliedes in der Reihenfolge von 1586 (während in einem früheren Druck die beiden ersten Strophen vertauscht sind). Es folgen zwei Strophen von Justus Jonas, darauf Luthers deutsche Fassung Verleih uns Frieden gnädiglich von Da pacem Domine, das im Anschluss an Erhalt uns, Herr gedruckt wurde (1534), und schließlich eine Strophe von Johann Walter, die auf 1 Tim 2,2  beruht. Damit ergeben sich sieben Strophen:
1. Erhalt uns, Herr, bei deinem Wort
2. Beweis dein Macht, Herr Jesu Christ
3. Gott Heilger Geist, du Tröster wert
4. Ihr’ Anschläg, Herr, zunichte mach
5. So werden sie erkennen doch
6. Verleih uns Frieden gnädiglich
7. Gib unserm Fürsten und aller Obrigkeit

Der unbekannte Textdichter formte daraus sechs Sätze, indem er die Strophen 1, 3, 6 und 7 unverändert ließ, dabei 3 durch Rezitative erweiterte und 6 mit 7 zusammenfasste, hingegen 2, 4 und 5 zu den entsprechenden Sätzen der Kantate umdichtete. Das Thema des Gleichnisses wie des Chorals ist das Wort Gottes. Der Dichter verzichtete jedoch auf weitergehende Bezüge zum Lesungstext, sondern konzentrierte sich auf die allgemeine Bitte an Gott, sein Volk treu in seinem Wort zu erhalten, es vor Feinden zu beschützen und Frieden zu gewähren.

## Besetzung und Aufbau
Die Kantate ist besetzt mit drei Solisten, Alt, Tenor und Bass, vierstimmigem Chor, Trompete, zwei Oboen, zwei Violinen, Viola und Basso continuo.
1. Coro: Erhalt uns, Herr, bei deinem Wort
2. Aria (Tenor): Sende deine Macht von oben
3. Recitativo e chorale (Alt, Tenor): Der Menschen Gunst und Macht wird wenig nützen – Gott Heiliger Geist, du Tröster wert
4. Aria (Bass): Stürze zu Boden, schwülstige Stolze!
5. Recitativo (Tenor): So wird dein Wort und Wahrheit offenbar
6. Chorale: Verleih uns Frieden gnädiglich

## Musik
Ein charakteristisches Element des Eingangschors ist ein Motiv aus vier Noten, das vom Beginn der Choralmelodie abgeleitet ist und von der Trompete den ganzen Satz hindurch wiederholt wird, um die Worte Erhalt uns, Herr präsent zu halten. Das Motiv besteht aus den drei Noten des a-Moll-Akkords in der Folge A C A E; die höheren Töne fallen auf die betonten Silben, die höchste auf Herr. Der cantus firmus wird vom Sopran gesungen, die Unterstimmen unterstreichen die Worte in Imitation. Die Singstimmen sind in das unabhängige Orchester eingebettet.
Die erste Arie ist ein Gebet, intensiviert durch zwei Oboen. Im Mittelteil werden die Worte „erfreuen“ und „zerstreuen“ durch schnelle Läufe in der Singstimme illustriert. Die zweite Arie, Satz 4, ist dramatisch, insbesondere im ruhelosen continuo. In Satz 3 werden die Rezitative abwechselnd von Alt und Tenor gesungen, die ausgezierte Choral dagegen als Duett, wobei jeweils die neu einsetzende Stimme den Choral singt, während die andere begleitet. In Satz 6 sind die beiden Choralstrophen verschiedener Autoren schlicht vierstimmig gesetzt.

## Einspielungen
- J.S. Bach: Cantatas BWV 126 & BWV 149, Wolfgang Gönnenwein, Süddeutscher Madrigalchor, Consortium Musicum, Janet Baker, Theo Altmeyer, Hans Sotin, EMI 1967.
- Bach Cantatas Vol. 2 – Easter, Karl Richter, Münchener Bach-Chor, Münchener Bach-Orchester, Anna Reynolds, Peter Schreier, Theo Adam, Archiv Produktion 1974.
- Die Bach Kantate Vol. 27, Helmuth Rilling, Gächinger Kantorei, Bach-Collegium Stuttgart, Helen Watts, Adalbert Kraus, Wolfgang Schöne, Hänssler 1980.
- J.S. Bach: Das Kantatenwerk – Sacred Cantatas Vol. 5, Nikolaus Harnoncourt, Tölzer Knabenchor, Collegium Vocale Gent, Concentus Musicus Wien, Paul Esswood, Kurt Equiluz, Thomas Thomaschke, Teldec 1980.
- Bach Cantatas Vol. 20: Naarden / Southwell, John Eliot Gardiner, Monteverdi Choir, English Baroque Soloists, Robin Tyson, James Gilchrist, Stephan Loges, Soli Deo Gloria 2000.
- J.S. Bach: Complete Cantatas Vol. 14, Ton Koopman, Amsterdam Baroque Orchestra & Choir, Franziska Gottwald, Paul Agnew, Klaus Mertens, Antoine Marchand 2000.
- J.S. Bach: Cantatas Vol. 34, Masaaki Suzuki, Bach Collegium Japan, Robin Blaze, Gerd Türk, Peter Kooij, BIS 2005.
- J.S.Bach: Erhalt uns, Herr, bei deinem Wort, Hans-Christoph Rademann, Gaechinger Cantorey, Dorothee Mields, Benno Schachtner, Benedikt Kristjánsson, Tobias Berndt, Carus 2017